# Lompolojärvi (Hietaniemi socken, Norrbotten)
Lompolojärvi är en sjö i Övertorneå kommun i Norrbotten och ingår i Sangisälvens huvudavrinningsområde.